# Tricalysia congesta
Tricalysia congesta là một loài thực vật có hoa trong họ Thiến thảo. Loài này được (Oliv.) Hiern miêu tả khoa học đầu tiên năm 1877.